# Aéroport d'Holguín
L'aéroport Frank País d'Holguín (code IATA : HOG • code OACI : MUHG) est un aéroport international desservant la ville de Holguín, à Cuba, dans la province de Holguín.

## Situation
| \| 100 km1:2 630 000 \| Santa Clara Trinidad Santiago de Cuba Bayamo Jardines del Rey Holguín Baracoa Las Tunas Camagüey Cienfuegos La Havane-J. Martí Varadero Varadero-Kawama La Coloma Guantánamo Ciego de Ávila Moa Plage Baracoa Nueva Gerona San Nicolás de Bari Sancti Spíritus Manzanillo Siguanea Cayo Largo |
| 100 km1:2 630 000 |

## Compagnies aériennes et destinations

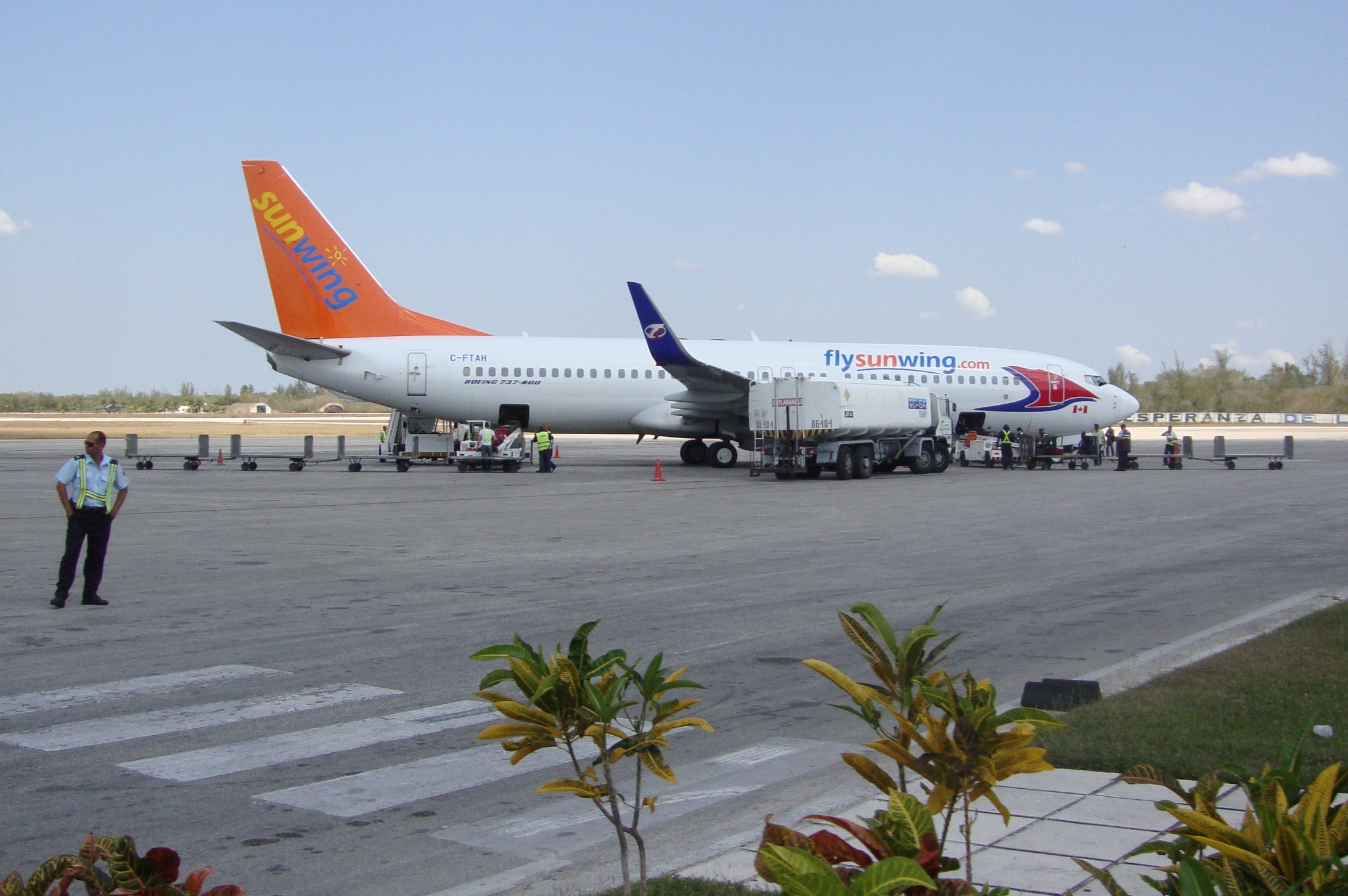
A Sunwing Airlines Boeing 737-800 on the ramp

| Compagnies             | Destinations                                                                                      |
| ---------------------- | ------------------------------------------------------------------------------------------------- |
| Aerogaviota            | La Havane-José Martí, Montego Bay-Donald Sangster                                                 |
| Air Canada Rouge       | Montréal (P.-E.-Trudeau), Toronto (Pearson)                                                       |
| Air Transat            | Montréal (P.-E.-Trudeau), Toronto (Pearson) En saison : Halifax (Stanfield), Québec (Jean-Lesage) |
| American Airlines      | Miami Charter : Tampa                                                                             |
| Blue Panorama Airlines | Milan-Malpensa                                                                                    |
| Condor                 | Francfort, Munich-F. J. Strauß                                                                    |
| Copa Airlines          | Panama-Tocumen                                                                                    |
| Cubana de Aviación     | Caracas-Maiquetía, La Havane-José Martí, Montréal (P.-E.-Trudeau), Toronto (Pearson)              |
| JetBlue Airways        | Fort Lauderdale-Hollywood                                                                         |
| Neos                   | Milan-Malpensa                                                                                    |
| TUI fly Netherlands    | Amsterdam                                                                                         |
| WestJet                | En saison : Toronto (Pearson)                                                                     |

Édité le 18/05/2018